# EKATTE
Clasificatorul unificat al unităților administrativ-teritoriale și teritoriale (EKATTE) este un sistem de simboluri ale unităților administrativ-teritoriale din Bulgaria, menținut de Institutul Național de Statistică. A fost adoptat prin Decizia nr 565 a Consiliului de Miniștri din 10 august 1999 și înlocuiește mai vechea Clasificare Unificată a Așezărilor (ECNM).
Codul depinde de tipul de unitate. Modelul general al codului de clasificare pentru apartenența administrativ-teritorială este:
- oblastie: ХХХ
- municipiul: ХХХ99
- sub-municipalitate: ХХХ99-88
- Loc populat: 66666
- district: 66666-77

Unde:
- XXX este un prefix de trei litere
- 99 este un cod format din două cifre, unic pentru fiecare municipiu din oblastul respectiv
- 88 este un cod format din două cifre, unic pentru fiecare primărie din municipiul respectiv (poate fi un zero la început)
- 66666 este un cod din cinci cifre al localității
- 77 este numărul regiunii, unic pentru localitatea respectivă

Primele patru cifre din coduri sunt unice pentru fiecare unitate, iar a cincea cifră este utilizată ca sumă de control . Poate exista un zero de început.